# Сельчук-султан (дочь Баязида II)
Сельчук-султан (тур. Selçuk Sultan; Бурса) — дочь османского султана Баязида II.

## Биография
Сельчук-султан была дочерью султана Баязида II от неизвестной наложницы. Она вышла замуж за Ферхад-бея, бейлербея Сере. От этого брака родилась дочь Неслишах Ханым-султан и сын Гази Хусрев-бей. В 1485 году её супруг погиб в Адане.
В 1495 году Сельчук-султан вышла замуж за бейлербея Сере Мехмеда-пашу, сына Гедика Ахмеда-пашу. Сельчук-султан построила в Сере медресе, мечеть и рибат. Улучай писал, что в Бурсе и Стамбуле Сельчук построила две малые мечети (месджид). Согласно записям, Сельчук-султан основала несколько вакфов в Медине для помощи бедным. Она приказала построить свой собственный мавзолей во дворе мечети Баязид, которая была построена её отцом. 
Согласно Олдерсону она скончалась в 1512 году, но у Улучая её смерть датирована 1508 годом, но возможно это неверные датировки. В 1514 году она купила дом в районе Умур-бей в Хисаре, Бурса; в 1519 году она продала дом, который находился в районе Дарюссаде в Хисаре, за 10 500 серебряных монет.

## Дети
У Сельчук-султан были дети:
- Гази Хусрев-бей (1480 — 1541); сын от Ферхад-бея
- Неслишах Ханым-султан; дочь Ферхад-бея, замужем за неким Халил-пашой[5]
- Аслыхан Ханым-султан[6] (ум. после 1553[7]); дочь Мехмеда-паши. Она была замужем в 1502 году за Юнус-пашой.[8] После того, как Селим I казнил Юнус-пашу, она была замужем за Дефтердаром Мехмедом-челеби.[5]
- Хатидже Ханым-султан[9]; дочь Мехмеда-паши. Она вышла замуж в 1510 году за сына Халиля-паши.
- Ханзаде Ханым-султан[10]; младшая дочь Мехмеда-паши. Она была замужем за сыном Илальди-султаном.